# Salento
Pour les articles homonymes, voir Salento (homonymie).

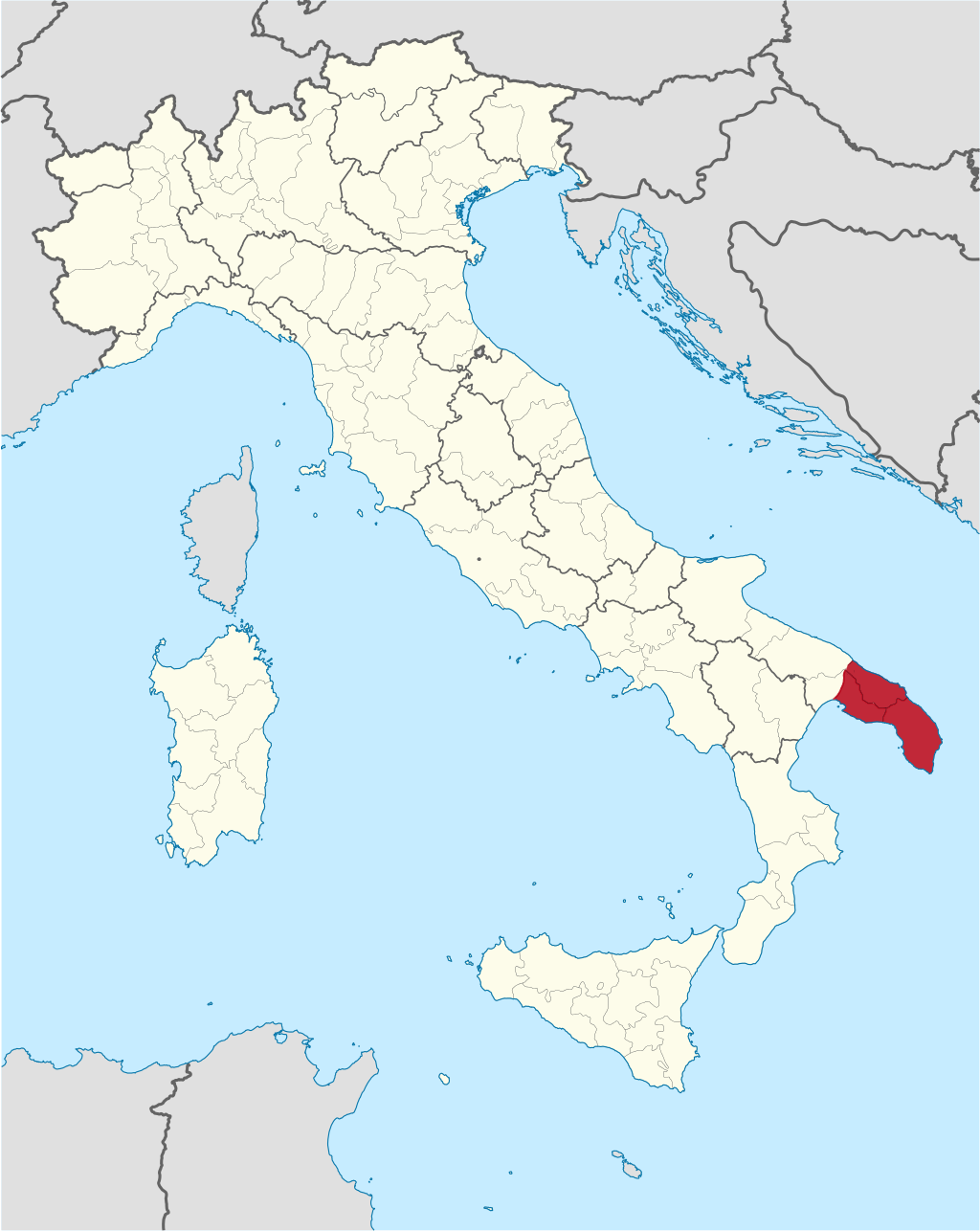
Le Salente.

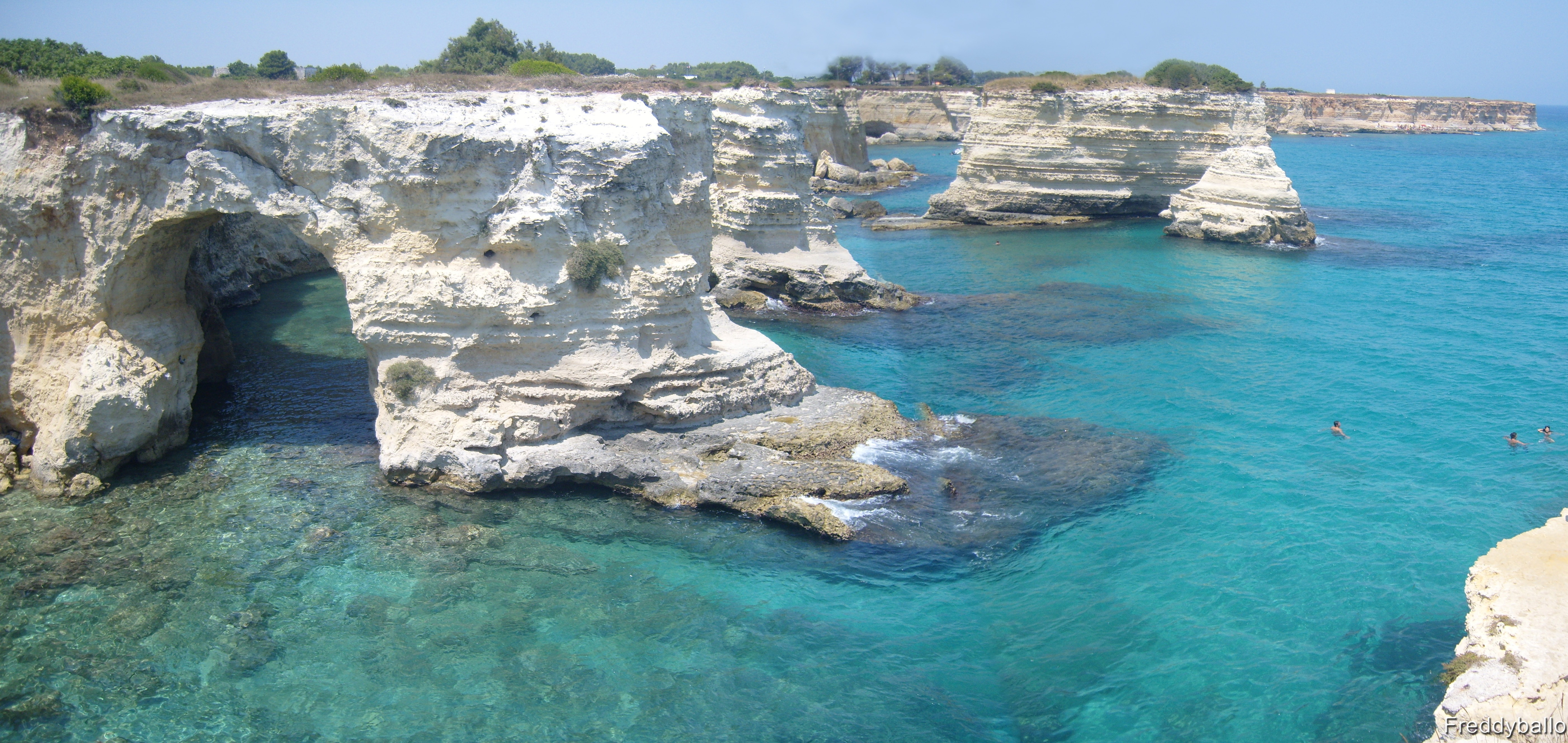
La mer cristalline de Torre Sant'Andrea, Melendugno.

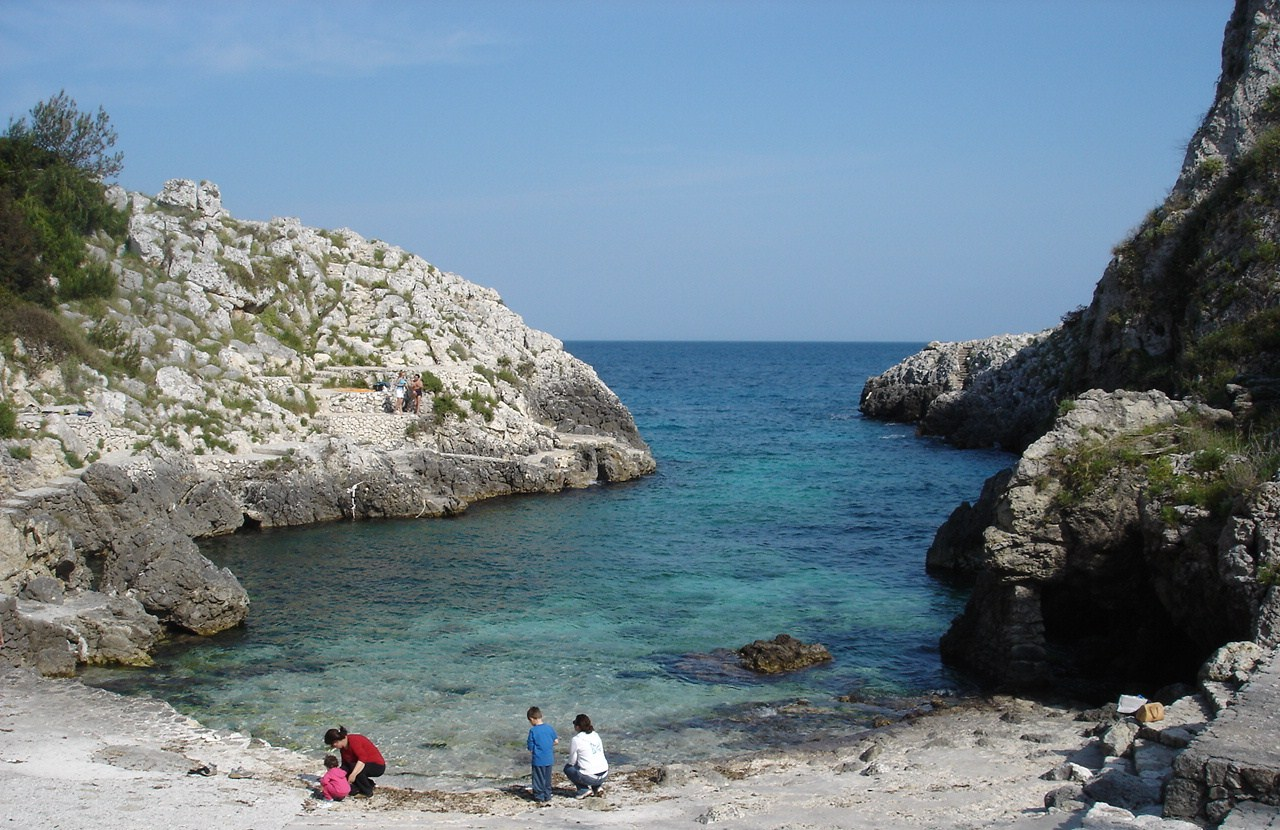
Acquaviva di Marittima.

Le Salento,,, parfois en français Salente ou Salentin (Salentu en dialecte salentin, Salènde en dialecte tarentin, Σαλέντο Salénto en griko), est la péninsule formant l'extrémité sud-est de la région des Pouilles en Italie. Décrit comme étant le « talon de la  botte italienne », il englobe la totalité de la province de Lecce, la partie méridionale de la province de Brindisi et la partie orientale de la province de Tarente. Il est bordé par deux mers : la mer Adriatique et la mer Ionienne. Il constitue la majeure partie de l'ancienne province de la Terre d'Otrante. Le dialecte spécifique est le salentin.

## Géographie
La péninsule du Salento, d'un point de vue purement géographique, est séparée du reste des Pouilles par une ligne idéale qui, du golfe de Tarente (au niveau de Massafra), s'avance vers la mer Adriatique près des ruines de la ville messapienne d'Egnazia (sur le territoire communal de Fasano), en bordure de l'ancienne Peucétie ou Terre de Bari.
D'un point de vue culturel, il est habituel de déplacer les limites un peu plus au sud, le long d'une ligne qui va de Tarente, à l'ouest, à Ostuni, au bord de l'Adriatique.
La péninsule du Salento est le territoire le plus oriental de l'Italie et la Punta Palascia ou cap d'Otrante en constitue l'extrémité orientale ; à cet endroit, l'Albanie est distante de 72 milles à travers le canal d'Otrante.

## Histoire
La présence de populations indo-européennes à l'Âge du bronze est attestée par la présence de nombreux menhirs et dolmens. Au VIIIe siècle av. J.-C., les Grecs prennent possession des côtes salentines où ils créent les premières cités de la Grande-Grèce. Trois siècles plus tard, les Messapiens, peuple originaire des Balkans, s'installent à leur tour dans la région où ils pratiquent l'élevage et l'agriculture.
Sous l'Empire romain, la province est rattachée administrativement à Rome, tout en conservant ses particularismes dus aux origines ethniques de sa population.
L'extémité de la péninsule, le Salento byzantin, fit partie du Duché de Calabre. Un témoignage de cette histoire se trouve à Casaranello où l'église du VIe siècle Santa Maria della Croce comporte une mosaïque de voûte dans laquelle la croix brille sur un ciel étoilé. Cette croix est un signe de la victoire de l'empereur Constantin, à la suite de laquelle il s'est converti au christianisme.
Vers le milieu du IXe siècle, la région est conquise par les Sarrasins, qui en sont chassés par les Normands deux siècles plus tard. Après la séparation des Églises d'Orient et d'Occident en 1054, le Salento reste rattaché à l'Église d'Orient. Le catholicisme s'est ensuite répandu progressivement, mais l'Église orthodoxe est restée présente dans plusieurs communes.
En 1130, les Normands fondent le royaume de Sicile auquel est rattaché le Salento. Au XVe siècle, les Turcs qui s'étaient emparés de Constantinople se dotent d'une flotte permettant à leur armée de menacer l'Europe. En 1480, ils entreprennent de dévaster les Pouilles et se livrent alors au sac d'Otrante et à la décapitation de 800 de ses habitants. L'occupation dure une année jusqu'à la libération du territoire par l'armée du duc de Calabre, Alphonse II de Naples.

## Toutes les villes du Salento
- Province de Lecce :

Acquarica del Capo, Alessano, Alezio, Alliste, Andrano, Aradeo, Arnesano, Bagnolo del Salento, Botrugno, Calimera, Campi Salentina, Cannole, Caprarica di Lecce, Carmiano, Carpignano Salentino, Casarano, Castri di Lecce, Castrignano de' Greci, Castrignano del Capo, Castro, Cavallino, Collepasso, Copertino, Corigliano d'Otranto, Corsano, Cursi, Cutrofiano, Diso, Gagliano del Capo, Galatina, Galatone, Gallipoli, Giuggianello, Giurdignano, Guagnano, Lecce, Lequile, Leverano, Lizzanello, Maglie, Martano, Martignano, Matino, Melendugno, Melissano, Melpignano, Miggiano, Minervino di Lecce, Monteroni di Lecce, Montesano Salentino, Morciano di Leuca, Muro Leccese, Nardò, Neviano, Nociglia, Novoli, Ortelle, Otrante, Palmariggi, Parabita, Patù, Poggiardo, Porto Cesareo, Presicce, Racale, Ruffano, Salice Salentino, Salve, San Cassiano, San Cesario di Lecce, San Donato di Lecce, San Pietro in Lama, Sanarica, Sannicola, Santa Cesarea Terme, Scorrano, Seclì, Sogliano Cavour, Soleto, Specchia, Spongano, Squinzano, Sternatia, Supersano, Surano, Surbo, Taurisano, Taviano, Tiggiano, Torre Vado, Trepuzzi, Tricase, Tuglie, Ugento, Uggiano la Chiesa, Veglie, Vernole, Zollino.
- Province de Brindisi :

Brindisi, Carovigno, Cellino San Marco, Ceglie Messapica, Erchie, Francavilla Fontana, Latiano, Mesagne, Oria, Ostuni, San Donaci, San Michele Salentino, San Pancrazio Salentino, San Pietro Vernotico, San Vito dei Normanni, Torchiarolo, Torre Santa Susanna, Villa Castelli.
- Province de Tarente :

Avetrana, Carosino, Faggiano, Fragagnano, Grottaglie, Leporano, Lizzano, Manduria, Maruggio, Monteiasi, Montemesola, Monteparano, Pulsano, Roccaforzata, San Giorgio Ionico, San Marzano di San Giuseppe, Sava, Taranto, Torricella.

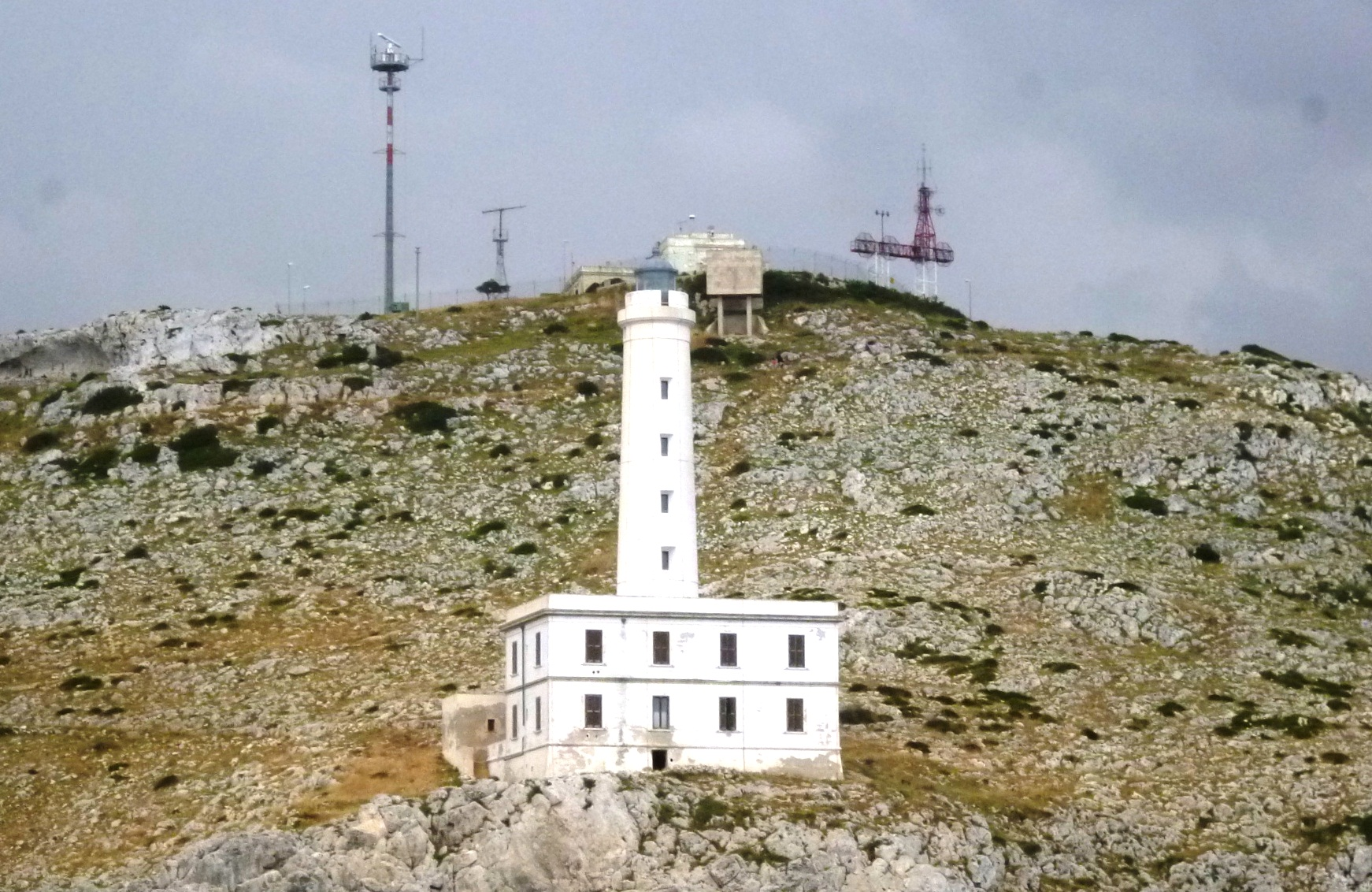
Le phare du cap d'Otrante.
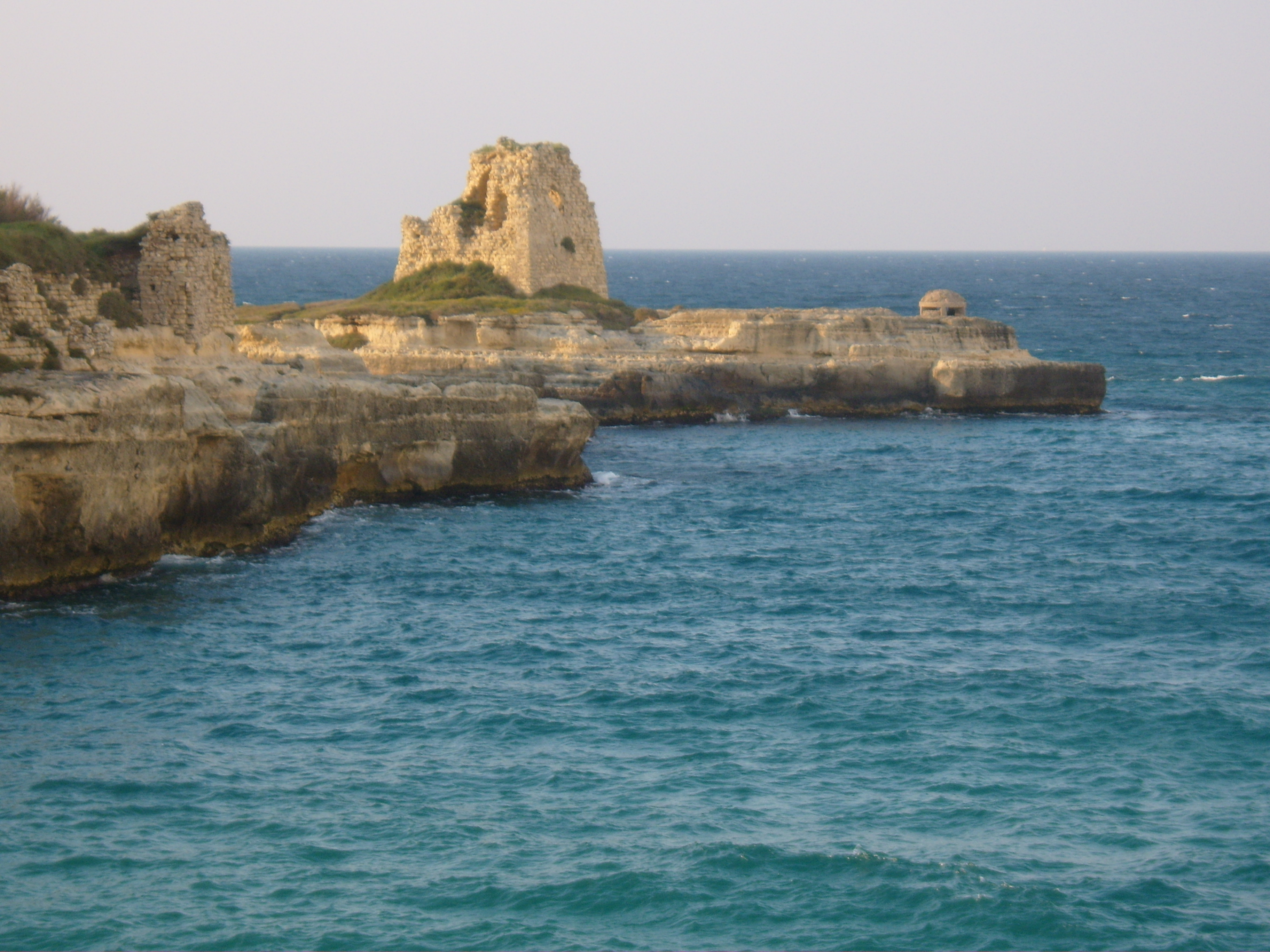
Roca Vecchia, mer Adriatique.
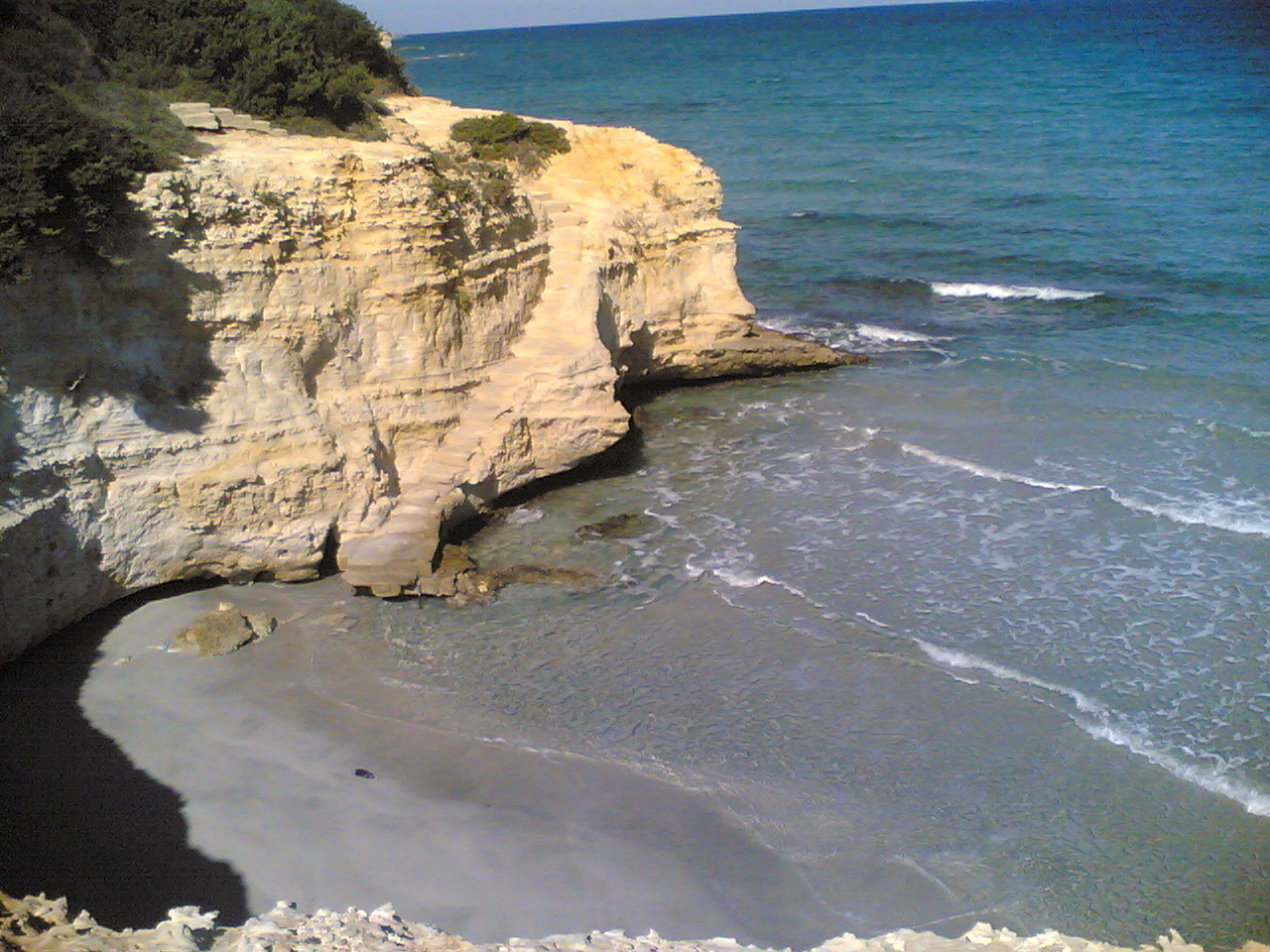
Conca Specchiulla, mer Adriatique.
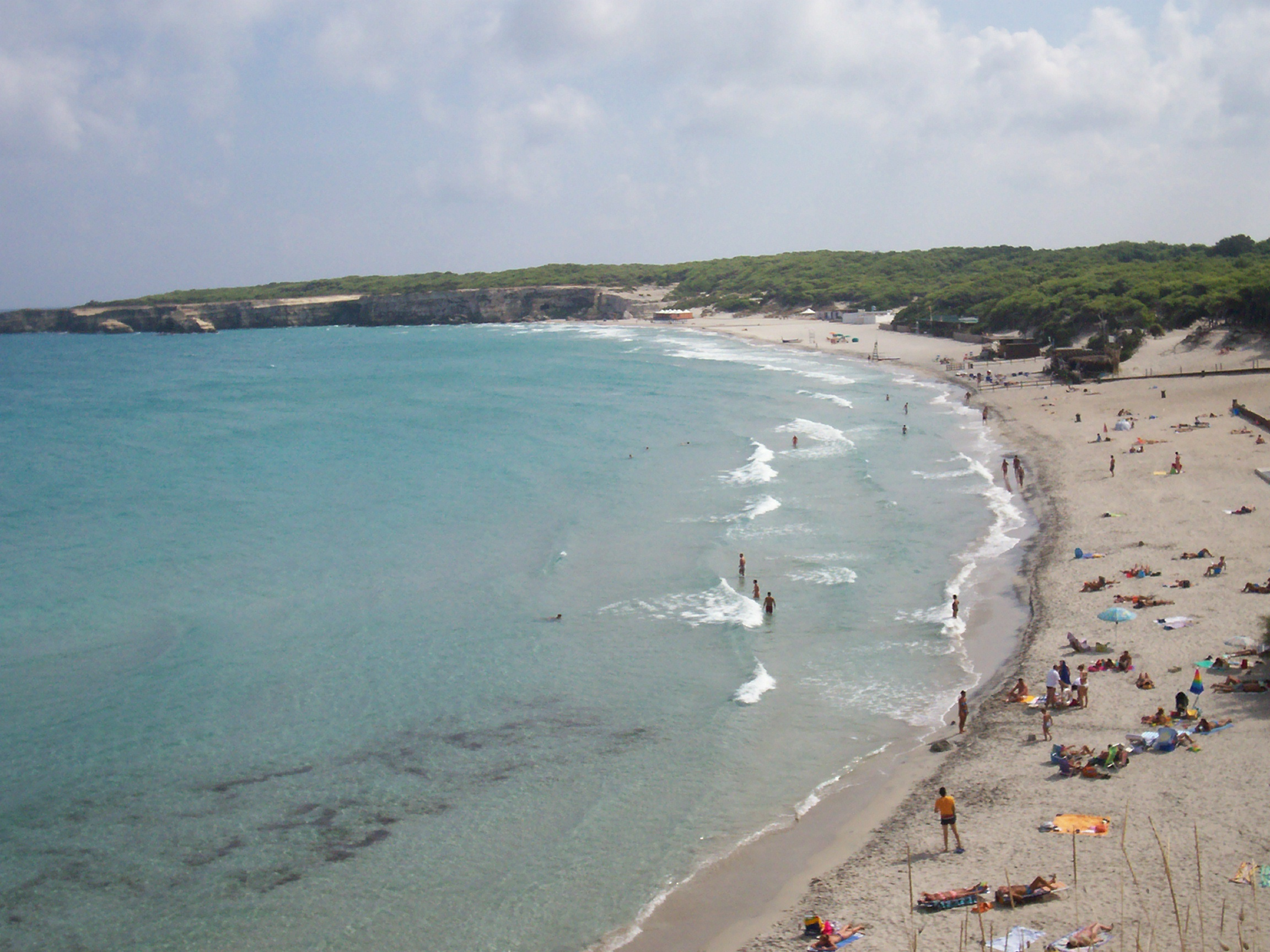
Torre dell'Orso, mer Adriatique.